# Подводные лодки проекта 908 «Тритон-2»
Сверхмалые подводные лодки проекта 908 «Тритон-2» — проект сверхмалых подводных лодок ВМФ СССР. Состояли на вооружении флота с 1975 года по 1990-е годы.
Предназначены для патрулирования акватории портов и рейдов, доставки и эвакуации водолазов-разведчиков, минирования причалов, кораблей противника, исследования морского дна.
Всего было построено 13 подводных лодок данного проекта: В-485, В-489, В-494, В-499, В-501, В-504, В-505, В-509, В-511, В-528, В-541, В-542, В-554, не считая макетного образца, который маркировался как «Тритон-2М».

## История проектирования и строительства
Макетный образец СМПЛ «Тритон-2» построен в 1966 году на заводе «Гатчинский металлист» (главный конструктор В. И. Синяков).
Далее работы были переданы в ЦПБ «Волна» Минсудпрома.
Технический проект 09080 (главный конструктор Я. Е. Евграфов) разработан в 1970 году.
В 1971 году расчётно-конструкторская документация передана на Ново-Адмиралтейский завод (Ленинград), в 1974 году изготовлен опытный образец сверхмалой подводной лодки. Всего выпущено 13 экземпляров.
Предположительно, на 2010-е годы несколько подводных аппаратов «Тритон-2» состоит на вооружении ВМФ России и Украины.
В 1973—1980 годах в количестве 38 экз. построена двухместная сверхмалая подводная лодка проекта 907 «Тритон-1».

## Конструкция
Корпус СМПЛ проекта 908 был выполнен из алюминиевого-магниевого сплава и рассчитан на глубину погружения 40 метров. Подводная скорость — 5 узлов. Дальность плавания под водой достигала 60 миль.
В корпусе расположены:
- носовая кабина для двух членов экипажа (заполняется водой при нормальном давлении).
  - пульт управления, находящийся в носовой кабине, герметизирован.
- герметизированный отсек приборов управления и расположенный под ним герметизированный аккумуляторный отсек.
- кормовая кабина водолазов-разведчиков (заполняется водой при нормальном давлении).
- герметизированный электромоторный отсек.

Винт, размещённый в поворотной кольцевой насадке, выполнял также функции вертикального руля.

## Вооружение
Сверхмалые подводные лодки проекта «Тритон-2» были вооружены гидроакустической станцией МГВ-11, МГВ-6В и навигационным комплексом «Самум».

## Представители
| №  | Наименование корабля | Заводской номер | Дата закладки | Дата спуска | Вступление в строй | Информация |
| -- | -------------------- | --------------- | ------------- | ----------- | ------------------ | --- |
| 1  | В-485                | 16501/11        | 03.05.1972    | 12.10.1972  | 12.09.1975         | Служила в Каспийской флотилии. В 1992 передана Азербайджану                                                                                |
| 2  | В-489                | 01510           | 05.03.1972    | 15.03.1979  | 03.09.1980         | Служила на Тихоокеанском флоте. Списана в 2009. Возможно именно она сохранилась, как экспонат в музее Тихоокеанского флота во Владивостоке |
| 3  | В-494                | 01511           | 05.03.1972    | 15.03.1979  | 04.09.1980         | |
| 4  | В-499                | 01512           | 03.09.1980    | 10.09.1981  | 29.12.1981         | Служила на Балтийском флоте. Стала экспонатом в Кронштадтском парке Патриот                                                                |
| 5  | В-501                | 01513           | 03.09.1980    | 10.09.1981  | 29.12.1981         | |
| 6  | В-504                | 01514           | 15.03.1981    | 12.07.1982  | 10.12.1982         | Служила на Черноморском флоте. В 1996 передана Украине. Распилена на металл.                                                               |
| 7  | В-505                | 01515           | 15.03.1981    | 12.07.1982  | 10.12.1982         | |
| 8  | В-509                | 01516           | 19.03.1983    | 07.06.1983  | 26.09.1983         | Служила на Черноморском флоте. В 1996 передана Украине. Распилена на металл.                                                               |
| 9  | В-511                | 01517           | 19.03.1983    | 11.06.1983  | 26.09.1983         | |
| 10 | В-528                | 01518           | 06.10.1983    | 26.04.1984  | 21.08.1984         | Служила на Черноморском флоте. В 1996 передана Украине. Распилена на металл.                                                               |
| 11 | В-531                | 01519           | 06.10.1983    | 26.04.1984  | 21.08.1984         | Служила на Тихоокеанском флоте. Списана в 2009. Возможно именно она сохранилась, как экспонат в музее Тихоокеанского флота во Владивостоке |
| 12 | В-542                | 01520           | 13.06.1983    | 03.03.1985  | 08.06.1985         | |
| 13 | В-554                | 01521           | 13.06.1983    | 03.03.1985  | 08.06.1985         | |

## Экипаж
Экипаж подводных лодок проекта «Тритон-2» состоял из двух человек, размещённых в носовой кабине. Кроме них, на борт принималась диверсионно-разведывательная группа из четырёх человек (размещались в кормовой кабине). В кабинах поддерживалось нормальное давление независимо от глубины погружения, но легководолазы и члены экипажа находились в воде и пользовались дыхательными аппаратами. Выход боевых пловцов и членов экипажа осуществлялся через люки в верхней части корпуса.